# Rémy Sicsic
Rémy Sicsic est un joueur français de volley-ball né le 28 mai 1986. Il mesure 1,96 m et joue central.

## Clubs
| Club      | Pays   | De        | À         |
| --------- | ------ | --------- | --------- |
| AS Cannes | France | 2006-2007 | 2008-2009 |